# Passito di Pantelleria
Il Passito di Pantelleria, in precedenza noto come Moscato passito di Pantelleria, è un vino passito italiano, a Denominazione di Origine Controllata (DOC) dal 1971, che può essere prodotto esclusivamente nell'Isola di Pantelleria, in provincia di Trapani.
Non va confuso con il Pantelleria Passito liquoroso DOC, che un vino passito addizionato.

## Vitigni con cui è consentito produrlo
- Zibibbo al 100%

## Tecniche produttive
Il Passito di Pantelleria deve provenire da mosti di uve, almeno in parte, sottoposte ad appassimento o sulla pianta o dopo la raccolta.
Deve inoltre essere "affinato" almeno fino al 1º luglio dell'anno successivo alla vendemmia.

## Caratteristiche organolettiche
- colore: giallo dorato tendente all'ambrato;
- profumo: fragrante, caratteristico di moscato;
- sapore: dolce, aromatico, gradevole, caldo;

## Storia
La produzione del Passito nell’isola si fa risalire a oltre duemila anni fa, quando nel 200 a.C. il generale cartaginese Magone descriveva la produzione della forma primitiva dell’oro di Pantelleria.

## Abbinamenti consigliati
L'abbinamento ideale è costituito dai dolci, meglio se secchi, di mandorla o farciti con confetture che presentano qualche nota di acidità, come quelle di visciole, ribes o frutti di bosco in genere.
Ottimo con formaggi erborinati.

## Produzione
Provincia, stagione, volume in ettolitri
- Trapani  (1990/91)  2536,0
- Trapani  (1992/93)  1563,96
- Trapani  (1993/94)  3522,7
- Trapani  (1995/96)  5360,31